# Þórisvatn
Þórisvatn – sztuczny zbiornik wodny leżący w południowo-wschodniej Islandii. Ma 83 do 88 km² i 109 do 114 m głębokości. Jest to największy zbiornik wodny znajdujący się na tej wyspie.